# پفلوکوف
پفلوکوف (به آلمانی: Pflückuff) یک منطقهٔ مسکونی در آلمان است که در تورگاو واقع شده‌است. پفلوکوف ۲٬۴۵۶ نفر جمعیت دارد.